# Schwarzhofen
Schwarzhofen – gmina targowa w Niemczech, w kraju związkowym Bawaria, w rejencji Górny Palatynat, w regionie Oberpfalz-Nord, w powiecie Schwandorf, wchodzi w skład wspólnoty administracyjnej Neunburg vorm Wald. Leży w Lesie Czeskim, około 18 km na północny wschód od Schwandorfu.

## Dzielnice
W skład gminy wchodzą następujące dzielnice: Demeldorf, Haag b.Schwarzhofen, Schwarzeneck, Schwarzhofen, Uckersdorf, Zangenstein.

## Demografia
| Rok  | Liczba mieszk. |
| ---- | -------------- |
| 1970 | 1 805          |
| 1987 | 1 605          |
| 2000 | 1 546          |